# HD 1185
HD 1185 är en dubbelstjärna belägen i den mellersta delen av stjärnbilden Andromeda. Den har en skenbar magnitud av ca 6,15 och är mycket svagt synlig för blotta ögat där ljusföroreningar ej förekommer. Baserat på parallax enligt Gaia Data Release 2 på ca 10,2 mas, beräknas den befinna sig på ett avstånd på ca 321 ljusår (ca 98 parsek) från solen. Den rör sig bort från solen med en heliocentrisk radialhastighet på ca 3 km/s.

## Egenskaper
Primärstjärnan HD 1185 A är en vit till blå stjärna i huvudserien av spektralklass A1 Si där suffixnoten anger att den har starkare absorptionslinjer än vanligt i dess spektrum, vilket gör den till en Ap-stjärna. Den har en massa som är ca 2,3 solmassor, en radie som är ca 2,2 solradier och har ca 40 gånger solens utstrålning av energi från dess fotosfär vid en genomsnittlig effektiv temperatur av ca 8 900 K.
Följeslagaren, HD 1185 A, är en stjärna av spektraltyp A med en skenbar magnitud av 9,76 och separerad med 9,08 bågsekunder. Den delar egenrörelse och parallax med primärstjärnan men dess omloppsparametrar är fortfarande okända.